# Myosotis lithospermifolia
Myosotis lithospermifolia là loài thực vật có hoa trong họ Mồ hôi. Loài này được Hornem. mô tả khoa học đầu tiên.